# Roskilde Kongres- & Idrætscenter
Roskilde Kongres- & Idrætscenter er et mødested på i alt 13.500 m2 dedikeret til kultur, idræt og erhverv. Kongrescentret har bl.a. plads til konferencer, møder, sportsbegivenheder, messer og events.

## Historie
Roskilde Kongres & Idrætscenter åbnede i 1959.
Roskilde Kongres- og Idrætscenter har i alt tre haller, en foredrags- og koncertsal med plads til 919 publikummer samt otte mødelokaler. Den største hal, Hal D, har plads til 2.000 siddende tilskuere til sportsbegivenheder og cirka 3.500 gæster til koncerter. Hal D er desuden hjemmebane for Roskilde Håndbold. Øvrige faciliteter omfatter en restaurant, tyve omklædningsrum og 750 parkeringspladser.